# 東田町 (浜松市)
東田町（ひがしたまち）は静岡県浜松市中央区の町名。丁番を持たない単独町名である。住居表示未実施。

## 地理
東で中央一丁目、西で田町、南で板屋町、北で早馬町と接する。

### 学区
- 浜松市立東小学校
- 浜松市立八幡中学校

## 歴史

### 沿革
- 1925年（大正14年）5月1日 -  地籍整理により、大字田・大字北馬込・大字本馬込・大字八幡・大字常盤の各一部を合わせて東田町を新設[書籍 1]。
- 2006年（平成18年）3月1日 - 住居表示の実施に伴い、八幡町・常盤町・東田町・早馬町・板屋町・野口町・馬込町の各一部を合わせて中央一丁目が、野口町・馬込町・新町・松江町・東田町の各一部を合わせて中央二丁目が成立[WEB 7]。
- 2007年（平成19年）4月1日 - 浜松市が政令指定都市となる。東田町は中区の一部となる。
- 2020年（令和2年）1月1日 - 地区名を「東地区」から「アクト地区」に変更[WEB 8]。
- 2024年（令和6年）1月1日 - 浜松市の行政区再編により、東田町は中央区の一部となる。

## 施設
- 学校法人ミズモト学園（本部・東海調理製菓専門学校 東田町校舎・東海歯科衛生士専門学校・東海こども専門学校）

## 交通

### 道路
- 浜松市道曳馬中田島線（広小路）

## その他
警察の管轄区域は以下の通りである。
| 番・番地等 | 警察署         | 交番・駐在所 |
| ---------- | -------------- | ------------ |
| 全域       | 浜松中央警察署 | 新川交番     |

### 消防署
消防の管轄区域は以下の通りである。
| 番・番地等 | 消防署   | 本署/出張所 |
| ---------- | -------- | ----------- |
| 全域       | 中消防署 | 相生出張所  |

### 書籍
1. ↑  『浜松市史 三』浜松市役所、1980年3月26日、355,356頁。

### WEB
1. ↑  “h02_22.csv”.   総務省 (2022年2月10日). 2024年10月4日閲覧。
2. ↑  “chuouku_menseki.xlsx”.   浜松市 (2024年3月12日). 2024年10月4日閲覧。
3. ↑  “静岡県 浜松市中央区 東田町の郵便番号 - 日本郵便”.   日本郵便. 2025年2月15日閲覧。
4. ↑  “市外局番の一覧” (PDF).   総務省 (2022年3月1日). 2024年6月17日閲覧。
5. ↑  “事業所案内及び管轄地域（事務所3件、分室3件）”.   一般社団法人静岡県自動車会議所. 2024年6月17日閲覧。
6. ↑  “住居表示実施状況／浜松市”.   浜松市 (2024年1月4日). 2024年6月17日閲覧。
7. ↑  “zissizennzi.pdf”.   浜松市 (2024年1月4日). 2024年6月17日閲覧。
8. ↑  “setaisu-jinkousu_area_r02-01.pdf”.   浜松市 (2020年1月1日). 2024年6月17日閲覧。
9. ↑  “新川交番｜静岡県警察”.   静岡県警察 (2024年1月1日). 2024年6月17日閲覧。
10. ↑  “消防署の町別管轄「ひ」／浜松市”.   浜松市 (2024年3月21日). 2024年6月17日閲覧。